# Hain Ahmed Pasha
Hain Ahmed Pasha ("Ahmed Pasha el traidor"; murió en 1524) fue un gobernador otomano, beylerbey y estadista. Fue nombrado gobernador de Egipto en 1523. Decepcionado por no haber sido nombrado Gran Visir, siendo nombrado en su lugar su rival Pargalı İbrahim Paşa, se declaró a sí mismo Sultán de Egipto, independiente del Imperio Otomano. Acuñó monedas con su cara y nombre para legitimar su poder y capturó la Ciudadela de El Cairo y las guarniciones otomanas locales en enero de 1524. Sin embargo, después de sobrevivir a un intento de asesinato en su baño por dos emires que había despedido previamente, huyó de El Cairo y finalmente fue capturado por las autoridades otomanas siendo posteriormente condenado a decapitación. Su rebelión creó un corto período de inestabilidad en el naciente Eyalato de Egipto. Después de su muerte, su rival Pargalı Ibrahim Pasha gobernó provisionalmente Egipto y reformó la administración civil y militar provincial.
Ahmed Pasha era de origen georgiano. Fue educado en la escuela del Palacio Enderun.
El epíteto "Hain" significa "traidor" en turco.